# Auguste Comte
Auguste Comte (Montpellier, 19. siječnja 1798. – Pariz, 5. rujna 1857.), francuski matematičar, filozof i teoretičar prvi koji je uporabio riječ sociologija.
Auguste Comte je osnivač pozitivizma, filozofskog pravca koji odbacuje svaku metafiziku i uzima iskustvo kao jedini izvor pozitivne spoznaje. Umjesto da se gubi u idealističkim spekulacijamam, ljudska misao treba da prijeđe iz teološke i metafizičke faze u filozofsku, tj. pozitivnu, da se posveti proučavanju pozitivno utvrdljivih činjenica, tj. same stvarnosti. Sve znanosti, od matematike kao najapstraktnije preko astronomije, fizike, kemije, biologije, konvergiraju prema nauci o ljudskim društvenim odnosima, tj. prema sociologiji. Socijalna fizika dijeli se na socijalnu statiku i socijalnu dinamiku. Statika proučava pojedince, obitelj i društvo, čvrste uvjete egzistencije društva, uvjete ravnoteže društvenog organizma, a dinamika zakone njegova napretka kojemu su pokretač ideje. Praktični cilj sociologije mora biti organizacija društva na principu pozitivne znanosti. Comte je prvi mislilac koji je zakone o razvoju ljudskog društva povezao u jedinstven sustav i tako zadao temelje buržoazijskoj sociologiji. On napredak društva shvaća kao kvalitativni razvoj u okviru postojećeg reda, kao evoluciju koja ne zna ni za kakve bitne preobražaje ni revolucionarne skokove u novo kvalitativno stanje. Pojave u društvu kao i njegovi međusobni odnosi, ispituju se prema njihovoj vanjskoj "koegzistenciji i sukcesiji" empirijskim utvrđivanjem i uspoređivanjem. No on ne istražuje uzorke koje te promjene rađaju, osnovne pokretačke snage društva nego samo raščlanjuje okolnosti pod kojima su te pojave nastale, i onda ih povezuje po redu i sličnosti. Političke i ekonomske promjene po njemu nemaju utjecaja na društveni proces osim ako s njima nije povezana i moralna preobrazba individuuma. Zato je zadaća pozitivističke politike da moralno preporodi društvo, da egoizam zamjeni altruizmom. To znači da izmiri antagonizam klasa, u prvom redu radničke klase, takozvanim pozitivnim odgojem. Filozofi pozitivisti trebali bi imati vodeću ulogu u duhovnom životu. Smisao Comteovog pozitivizma u svojim krajnjim društvenim konsekvencama je izgradnja i čuvanje kapitalističkog poretka.
Ono što za ovog francuskog mislioca treba svakako reći, je da je utemeljio sociologiju, uz sva uvažavanja njegovih prethodnika, a osobito njegovog učitelja Saint-Simona.

## Djela i osvrt
Svoje teorijske stavove socijalne filozofije A. Comte je iznio u svom kapitalnom djelu Kurs pozitivne filozofije. Riječ je o djelu u kojem A. Comte raspravlja o klasifikaciji znanosti, o značenju i vrijednosti sociologije kao znanosti, o razdiobi sociologije na socijalnu statiku i socijalnu dinamiku, o zakonu o tri stadija ljudskog društva. Uz ovo kapitalno djelo, vrijednost ima Sustav pozitivne politike kojim je Comte kanio uz teorijska razmatranja razložiti i praktički promovirati ideju jedne idealne zajednice. 
Izlažući o znanosti, Comte drži da treba broj znanosti svesti na svega šest znanstvenih disciplina. Matematika mu se čini najopćenitijom, premda i najjednostavnija. Nakon matematike slijede astronomija, fizika, kemija, biologija i sociologija. Iznenađuje, Comte psihologiju, teoriju države i prava, etiku, logiku nije stavio u svoju klasifikaciju. 
Comte je dosta držao do mehanicističkog poimanja u svojoj društvenoj teoriji, često koristeći terminologijske pojmove socijalna fizika, socijalna statika i socijalna dinamika. (Comte je na tragu S. Simon, fiziku smatrao znanošću o prirodi, koja je ili organska ili anorganska. Organska fizika se dijeli na fiziologiju ( koja proučava individualna živa bića, po čemu je gotovo identična biologiji),i socijalnu fiziku (koja proučava društvo). Time se A. Comte potpuno približio organicističkoj teorijskoj opciji (organskoj fizici). U skladu s iznijetim, za Comtea postoje individualni organizmi (životinjske i biljne vrste), dok je društvo kolektivni organizam.
Comte za sociologiju drži kako je ona znanost o društvenom poretku i društvenom razvoju (redu i progresu). Na tragu ovako definirane sociološke znanosti, Comte je sociologiju podijelio na socijalnu statiku i socijalnu dinamiku. Ova razdioba dolazi iz Comteove tvrdnje kako sve znanosti imaju statiku i dinamiku, pa je logično da se ova principijelna razdioba treba primijeniti na sociologiju. 
Sociologija je za Comtea i nešto konkretnije. Ona je znanost o društvenim pojavama, koje s organicističkih pozicija drži sličnima s prirodnim pojavama, iz čega se zaključuje kako postoji bliskost sociologije i biologije. Dok biologija proučava organizaciju živih bića, sociologija pak proučava ona društvena pitanja koja se tiču reda i progresa. Pitanja reda i progresa jesu središnja pitanja Comteovog sociološkog sustava koji se u konačnici oblikuju kao socijalna statika i socijalna dinamika. Socijalna statika je za Comtea …opća teorija spontanog (prirodnog) reda u ljudskom društvu, dok za socijalnu dinamiku drži da je ona …opća teorija prirodnog napretka.
Činjenica je, Comte je predodredio da njegova socijalna statika za svoj predmet uzme anatomiju društva, kako bi na pozitivan način (racionalan) proučavala društvenu strukturu. Otud socijalna statika je znanost o redu u društvu, znanost koja teži otkrivanju zakona postojanja i održavanja toga reda. Njoj nasuprot, socijalna dinamika, je znanost o društvenom progresu koja hoće otkriti zakone reda (i redoslijeda) u društvu.
Socijalna statika proučava one sastojke koje nalazimo u svakom društvu, od kojih je društvo sačinjeno i koje mu daju osobit karakter društvene bićevnosti. Socijalna dinamika pak analizira različitost, različite aspekte i implikacije društvenog progresa. Točnije, otkrivati zakone društvenog razvoja. Comte ovaj zakon društvenog progresa ustanovljuje u svoja poznata tri teorijska stadija (stupnja), za koje Comte drži kako treba primijeniti i tri različite metode razmišljanja. To su:
- Teološko
- Metafizičko
- Pozitivno

Kroz ova tri stadija i tri načina filozofiranja, kroz tri metodološka pristupa (metode), moraju proći kako pojedinac, tako i njegove civilizacijske tekovine, ljudsko znanje, društvena evolucija uopće. 
U teološkom stadiju, ljudski duh je usmjeren u svome razmišljanju ka apsolutnom znanju, koja proizlaze iz djelovanja natprirodnih sila. Za metafizički stadij umjesto natprirodnih sila dolaze apstraktne sile, svojstvene različitim pojavama u svijetu i koje su razlogom nastanka pojavnog i nama spoznatljivog. Tek u pozitivnom stadiju, ljudski um ne mogavši spozna u prethodna dva stadija apsolutne spoznaje, promiče pozitivističku metodu, sadržanu u promatranju uzroka pojavnog i njegovu objašnjenju. Pozitivno društveno stanje za Comtea je konačno, ono je stoga završeno. 
Slično kao kod atomista, Comte istina neće za osnovnu društvenu jedinicu uzeti pojedinca, već porodicu, obitelj, određujući joj povijesnu ulogu u nastajanju države. Comte će reći …društvo se ne može rastaviti na pojedince, kao što se ni geometrijska površina ne može razložiti na prave, niti prava na točke. Najelementarnija zajednica, tj. porodica… čini stvarnu jedinicu društva. Iz nje se razvijaju složenije grupe, kao klase i države.
Comte daje veliku nadmoć društvenom organizmu spram organizma pojedinačnog čovjeka, čime je i raspodjela društvenih funkcija i koordinacija organa u društvu naglašenija, a što je i krajnji cilj društvene evolucije. Naime, iz podjele društvenih funkcija i koordinacije funkcija, Comte pokreće pitanje društvene podjele rada koja daje veliku prednost (i vrijednost) društvenom organizmu ispred individualnog. Kao konačni cilj društvene evolucije, Comteu treba savršena podjela i koordinacija funkcija. Iz društvene podjele rada (podjele i koordinacije društvenih funkcija), Comte nas uvodi u politiku. On drži kako velika specijaliziranost razvija izuzetne sposobnosti i visoki stupanj interesa, na relativno malim područjima, što kod ljudi može izazvati gubitak društvenosti (osjećaj smisla za društvo), ali i za međusobne odnose pojedinaca. Ovo stanje bi vodilo ka propasti društva. No, da se tkavo što ne dogodi, Comte drži za potrebno ustrojiti političku vlast, državu, a čija bi prva i najvažnija funkcija bila koordinacija ljudskih aktivnosti i sprečavanju prekomjernih specijalizacija, a dopuštanju onih specijalizacija koje bi bile u interesu društvene zajednice.
Comteu oblici države i političke vladavine nisu predmet interesa. Na tragu Aristotela ustvrdit će kako postoje tek dva osnovna oblika državne vlast: teokracija (oblik državnog upravljanja, temeljen na stajalištu kako je smisao cjelokupnog ljudskog rada i postojanja priprema nebeskog carstva pod neposrednim nadzorom Crkve) i sociokratija (vladavina društva). I dok je teokracija vladavina crkvenih struktura koji svjetovnu vlast podređuju duhovnoj vlasti, sociokratija je poredak pozitivističkog stadija, u kojoj su svjetovna i duhovan vlast razdvojene, a organizacija društva bi bila utemeljena na principima Comteove sociologije.

## Sažetak
O utemeljitelju sociologije kao znanosti o društvu možemo rezimirati sljedeće:
- sociologija treba postati samostalnom znanstvenom disciplinom;
- na tragu prirodnih znanosti i fenomene društvenih znanosti valja objasniti općim zakonima razvoja;
- metodologiju društvenih znanosti treba usmjeriti prema empirijskom doživljavanju društvene zbilje;
- pojedinac svoj društveni smisao i svoju opstojnost nalazi u društvu kao sustavu;
- društvo kao jedinstveni sklop sadržana je u pozitivnoj sociologiji koja treba služiti društvu (kako bi izbjegli stanje kaosa, odnosno stvorili društveni sustav na racionalnim odrednicama).